# Cabo Bello
Cabo Bello är en ort i Mexiko.   Den ligger i kommunen Los Cabos och delstaten Baja California Sur, i den västra delen av landet, 1 200 km väster om huvudstaden Mexico City. Cabo Bello ligger 67 meter över havet och antalet invånare är 267.
Terrängen runt Cabo Bello är platt åt nordväst, men norrut är den kuperad. Havet är nära Cabo Bello åt sydost.  Närmaste större samhälle är Cabo San Lucas, 5,1 km väster om Cabo Bello. 